# Saint-Séglin
Saint-Séglin è un comune francese di 477 abitanti situato nel dipartimento dell'Ille-et-Vilaine nella regione della Bretagna.

## Società

### Evoluzione demografica
Abitanti censiti